# Hassan Abbasi

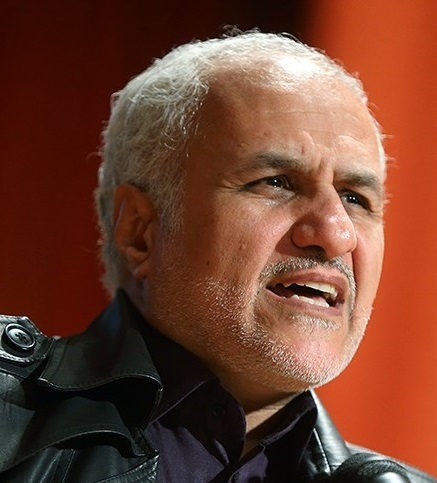
Hassan Abbasi (2016)

Hassan Abbasi (persisch حسن عباسی) gehört zu den Chefstrategen der iranischen Revolutionsgarde (Pasdaran) und ist Leiter des iranischen Zentrums für Doktrin-Strategische Studien der Revolutionären Garden. Er gilt als Sprecher der Hezbollah im Iran.

## Leben
Abbasi war vor der Islamischen Revolution im Iran in der Studentenbewegung aktiv. Nach der Islamischen Revolution war er Mitbegründer und aktives Mitglied jener Studentenbewegung mit dem Namen „Studenten, die der Linie des Imam folgen“ (Daneschdschuyane Chate Emam) die für das Stürmen der US-Botschaft in Teheran verantwortlich gemacht wurden.
Derzeit ist Abbasi Mitglied des Geheimdienstapparates der Revolutionsgarden und dessen strategischer Koordinator. Er gilt unter anderem auch als Chefstratege der al-Quds-Einheit, einer Spezialtruppe innerhalb der Revolutionsgarden, zuständig für Geheimdienstoperationen außerhalb des Irans.

## Äußerungen
Abbasi kritisierte während der Amtszeit des früheren Präsidenten Mohammad Chatami den damaligen Chef des iranischen Geheimdienstes VEVAK, Ali Younesi, in Bezug auf die sogenannten Arazel Obash Jugendbanden und die organisierte Kriminalität im Iran sowie das lasche Vorgehen der Verantwortlichen im Kampf gegen den organisierten Frauenhandel zwischen Iran und den angrenzenden arabischen Golfstaaten. Unter anderem drohte er den Golfstaaten mit dem Einfrieren von Konten und der Einmischung der iranischen Revolutionsgarden durch Geheimdienstoperationen zur Eindämmung des Frauenhandels.
Unterdessen kritisierte er auch die Vetternwirtschaft im Lande und beschuldigte religiöse Würdenträger und bekannte Kleriker innerhalb des Irans wie Ali Akbar Hāschemi Rafsandschāni und Hassan Rohani der Selbstbereicherung.

## Reaktionen
Die Reformisten innerhalb des Iran feierten die kritischen Äußerungen von Abbasi so wie die ultra-konservativen Hezbollahi. Die Reaktionen der im Exil lebenden iranischen Journalisten blieben allerdings geteilt, da diese Art von Kritik als reine Stimmungsmache innerhalb der Führungsriege des iranischen Systems angesehen wurde. Laut im Exil lebenden Oppositionellen ist Abbasi nicht sein richtiger Name, sondern Yadollah Ghazvini. Demnach soll dessen Identität aus Sicherheitsgründen seitens des iranischen Geheimdienstes VEVAK geheim gehalten worden sein, was für seine derzeit wichtige Rolle für das Regime spricht.